# Silvano Simeon
Silvano Simeon (Visco, 27 ottobre 1945 – Torino, 12 dicembre 2010) è stato un discobolo italiano, cinque volte a medaglia in manifestazioni internazionali di atletica leggera e dieci volte campione italiano. Vanta 52 presenze in nazionale.

## Biografia
Entrò negli annali dell'atletica il 16 aprile 1967 quando, lanciando a 57,86 m, superò di quasi un metro il record italiano stabilito da Adolfo Consolini dodici anni prima. Nel corso della stessa stagione migliorò altre tre volte il suo record portandolo fino a 61,72 e divenendo così il primo italiano a superare la soglia di eccellenza dei 60 metri. Continuò a gareggiare ad alti livelli negli anni '70 rivaleggiando in campo nazionale con Armando De Vincentiis. Fu proprio nel corso dell'ennesimo duello che, il 27 maggio del 1976, il record italiano fu battuto per tre volte nella stessa gara, prima da De Vincentiis con 64,48 m, poi due volte da Simeon fino alla misura di 65,10 m. Quel primato resistette fino al 1984, quando fu battuto da Marco Bucci che lo migliorò di 6 centimetri.
Partecipò ai Giochi olimpici di Monaco di Baviera 1972, giungendo decimo, e Montréal 1976, dove non riuscì a qualificarsi per la finale.
Simeon è morto nel 2010 a 65 anni, per attacco cardiaco, nella sua Torino.

## Palmarès
| Anno | Manifestazione          | Sede              | Evento           | Risultato | Misura  | Note              |
| ---- | ----------------------- | ----------------- | ---------------- | --------- | ------- | ----------------- |
| 1966 | Europei                 | Budapest          | Lancio del disco | 6º        | 55,96 m |                   |
| 1967 | Giochi del Mediterraneo | Tunisi            | Lancio del disco | Oro       | 57,30 m | Record dei Giochi |
| 1970 | Universiadi             | Torino            | Lancio del disco | Bronzo    | 58,22 m |                   |
| 1971 | Giochi del Mediterraneo | Smirne            | Lancio del disco | Oro       | 57,64 m | Record dei Giochi |
| 1972 | Olimpiadi               | Monaco di Baviera | Lancio del disco | 10º       | 59,34 m |                   |
| 1975 | Giochi del Mediterraneo | Algeri            | Lancio del disco | Argento   | 59,52 m |                   |
| 1976 | Olimpiadi               | Montréal          | Lancio del disco | 19º       | 59,06 m |                   |
| 1978 | Europei                 | Praga             | Lancio del disco | 12º       | 59,16 m |                   |
| 1979 | Giochi del Mediterraneo | Spalato           | Lancio del disco | Bronzo    | 55,06 m |                   |

## Campionati nazionali
Titoli italiani individuali (10)
- Campionati italiani assoluti[3]
  - Lancio del disco: 10 titoli (1966, 1967, 1969/1974, 1977 e 1979)